# Hugo von Grenoble

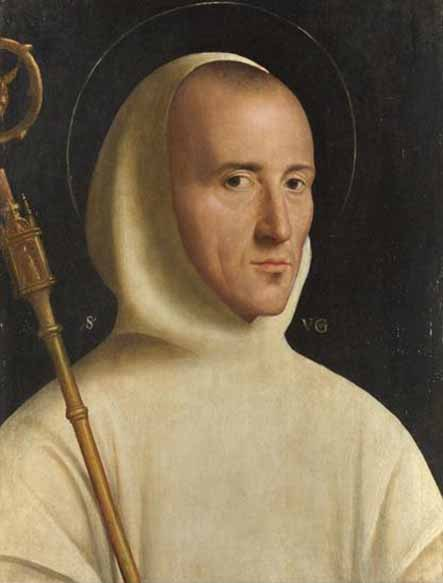
Anonymus – hl. Hugo (um 1525)

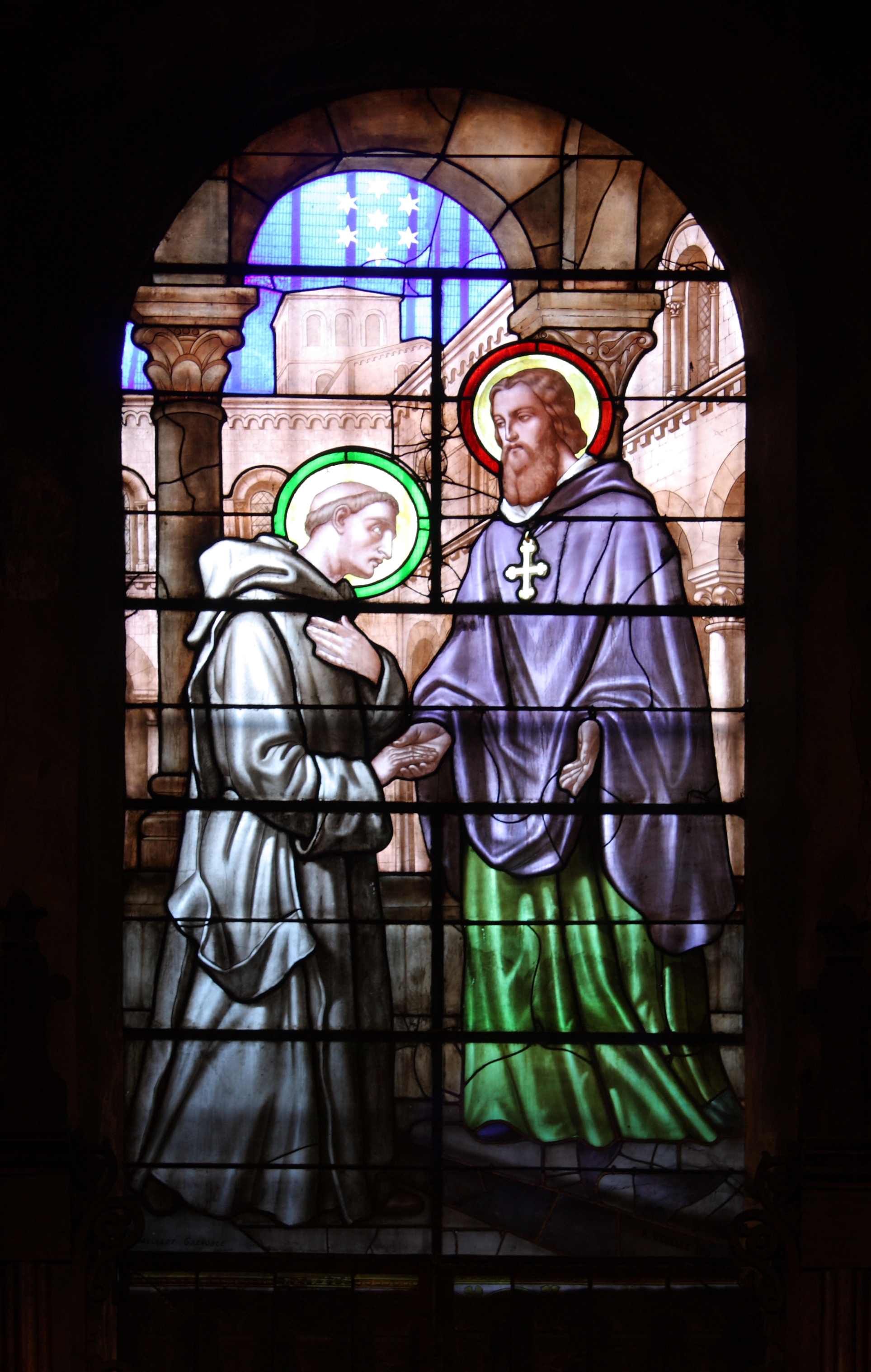
Fenster im Chor der Kapelle des hl. Hugo in der Kathedrale von Grenoble (19. Jh.)

Hugo von Grenoble (französisch Hugues, italienisch Ugo; * 1053 in Châteauneuf-sur-Isère bei Valence; † 1. April 1132 in Grenoble) war ein französischer Bischof. Er wurde im Jahr 1134 heiliggesprochen; sein Gedenktag ist der 1. April.

## Vita
Hugo kam als Kind der frommen Adelsfamilie von Châteauneuf zur Welt; sein Vater Odilo war Soldat. Seine Eltern sahen Hugo wegen einer Vision für die geistliche Laufbahn vor. Obwohl er zu jener Zeit noch Laie war, wurde er zum Kanonikus der Kathedrale von Valence erhoben. Im Jahr 1079 begleitete er den Kardinallegaten Hugo auf das Konzil von Avignon. Dort wurde er von den Kanonikern von Grenoble als Bischof von Grenoble auserwählt, um die gregorianischen Reformen durchzuführen. Der Legat spendete ihm die Priesterweihe und begleitete ihn kurz darauf zu seiner Bischofsweihe, die im Jahr 1080 von Papst Gregor VII. vorgenommen wurde, nach Rom.
Bischof Hugo kämpfte gegen die Simonie, die unter seinem Vorgänger solche Ausmaße angenommen hatte, dass dieser exkommuniziert wurde. Nach zwei Jahren trat Hugo in das Noviziat der Benediktinerabtei La Chaise-Dieu ein, die der Reform von Cluny angehörte, da er sich mit der Aufgabe, das Bistum Grenoble zu leiten, überfordert sah. Nach einem Jahr erfuhr der Papst von der Vernachlässigung der Diözese und befahl Hugo, weiterhin seine Aufgaben als Bischof wahrzunehmen.
Bis zum Ende des 11. Jahrhunderts lag Hugo im Streit mit dem Grafen Guigues III. von Albo über den Besitz kirchlicher Ländereien in Grésivaudan, einem Tal in den französischen Alpen. Hugo behauptete, der Graf habe das Land mit Hilfe des Bischofs Mallen von Grenoble usurpiert. Der Streit wurde im Jahr 1099 beigelegt. Der Graf stimmte zu, das Gebiet abzutreten, während sich Hugo seiner Autorität unterstellte.
Hugo unterstützte die Gründung des Klosters Saint-Martin de Misère im heutigen Montbonnot-Saint-Martin durch Regularkanoniker und im Jahr 1084 den hl. Bruno, der möglicherweise sein Lehrer gewesen war, bei der Gründung des Kartäuserordens. Nach einer Vision, in der er sieben Kartäuser unter einem Banner mit sieben Sternen erblickte, gestattete er einer Gruppe von sieben Mönchen, sich im Tal der Chartreuse niederzulassen. Der Überlieferung zufolge übernahm Hugo bei den späteren Visitationen der Grand Chartreuse viel von der Lebensweise der Mönche für seine eigene.
Der Bischof förderte auch die Gründung des Klosters von Chalais, aus dem sich mit den Chalaisianern ein eigenständiger Orden entwickelte. Außerdem warb er für den ersten Kreuzzug und bekämpfte den Gegenpapst Anaklet II.

## Verehrung
Nur zwei Jahre nach Hugos Tode im Jahre 1132 sprach Papst Innozenz II. ihn heilig. Seine Reliquien wurden im Juni 1562 während der Hugenottenkriege von François de Beaumont und den Hugenotten auf dem Notre-Dame-Platz in Grenoble verbrannt, kleinere Reliquien befinden sich in der ihm geweihten Kartause Parkminster. Dem Patrozinium Hugos sind darüber hinaus die römische Titelkirche Sant’Ugo und die Pfarrkirche Saint-Hugues neben der Kathedrale von Grenoble unterstellt.

## Darstellung
Obwohl Hugo nie dem Kartäuserorden angehörte, wird er oft im weißen Kapuzengewand der Kartäusermönche dargestellt.